# Grenola
Grenola är en ort i Elk County i Kansas. Vid 2010 års folkräkning hade Grenola 216 invånare.